# Le Passé retrouvé
Pour les articles homonymes, voir Juniper (homonymie).
Pour plus de détails, voir Fiche technique et Distribution.
Le Passé retrouvé (Juniper) est un film néo-zélandais écrit et réalisé par Matthew J. Saville (en), sorti en 2021.
En rentrant chez lui après un séjour en pensionnat, un adolescent autodestructeur et mal dans sa peau découvre que sa grand-mère, ivre de gin, a emménagé chez lui. D'abord furieux de sa présence, il ne va pas tarder à découvrir que c'est une femme drôle, impolie, intrépide et coquette, qui va lui redonner goût à la vie.

## Fiche technique
- Titre original : Juniper
- Titre français : Le Passé retrouvé[2],[3]
- Réalisation : Matthew J. Saville (en)
- Scénario : Matthew J. Saville
- Photographie : Martyn Williams
- Montage : Peter Roberts
- Production : Desray Armstrong, Mark Chamberlain, Angela Littlejohn, Andrew Mackie, Richard Payton, Thierry Wase-Bailey, Henriette Wollmann
- Société de production : Sandy Lane Productions, Celsius Entertainment, Fulcrum Media Finance, New Zealand Film Commission, New Zealand Screen Production Grant
- Pays de production :  Nouvelle-Zélande
- Langue originale : anglais
- Format : couleurs - 2,35:1
- Genre : Drame
- Durée : 94 minutes
- Dates de sortie :
  - Nouvelle-Zélande : 26 août 2021
  - France : 1er mars 2022 (vidéo à la demande)[3]

## Distribution
- Charlotte Rampling : Ruth
- George Ferrier : Sam
- Marton Csokas : Robert
- Edith Poor : Infirmière Sarah
- Cameron Carter-Chan : Shaggas
- Carlos Muller : Va Donk
- Tane Rolfe : James
- Alexander Sharman : Timothy